# Potamites montanicola
Potamites montanicola — вид ящірок родини гімнофтальмових (Gymnophthalmidae). Ендемік Перу.

## Поширення і екологія
Potamites montanicola відомі з двох місцевостей, одна з яких розташована в провінції Ла-Конвенсьон в регіоні Куско, на висоті 1577 м над рівнем моря, а друга — в провінції Ла-Мар в регіоні Аякучо, на висоті 2098 м над рівнем моря.